# کوبلوو
کوبلوو (به چکی: Kublov) یک منطقهٔ مسکونی در جمهوری چک است که در ناحیه بروون واقع شده‌است. کوبلوو ۶٫۲۷ کیلومتر مربع مساحت و ۶۲۱ نفر جمعیت دارد و ۴۳۹ متر بالاتر از سطح دریا واقع شده‌است.